# Neoserixia pulchra
Neoserixia pulchra är en skalbaggsart. Neoserixia pulchra ingår i släktet Neoserixia och familjen långhorningar.

## Underarter
Arten delas in i följande underarter:
- N. p. pulchra
- N. p. continentalis